# 重庆市司法局
重庆市司法局是重庆市人民政府的组成部门、主管重庆市司法行政工作的省级司法行政机关。